# Жуков, Игорь Аркадьевич
Игорь Аркадьевич Жуков (род. 11 июля 1964, Ковров) — русский поэт, прозаик, драматург и сценарист. Известен произведениями для детей и «взрослыми» короткими верлибрами (по определению Д. Кузьмина «монтажными текстами дадаистского толка»).

## Биография
Родился в Коврове. Закончил филологический факультет Ивановского государственного университета. В 1990-х годах был одним из лидеров местного круга «новых поэтов», участвовал во многочисленных акциях и перформансах. В 2006 году перебрался в Москву.
Член Союза писателей России. Опубликовал более 30 книг стихов и сказок для детей и несколько книг «взрослой» поэзии («Язык Пантагрюэля» (2007), «Готфрид Бульонский» (2008), «Корабль „Попытка“» (2010) и др.). Произведения переводились на многие европейские языки.
Автор пьес, сценариев и текстов песен для радиоспектаклей Радио России, пьес для театра кукол, сценариев и стихов для анимационных фильмов. Редактировал детский журнал «Жираф».

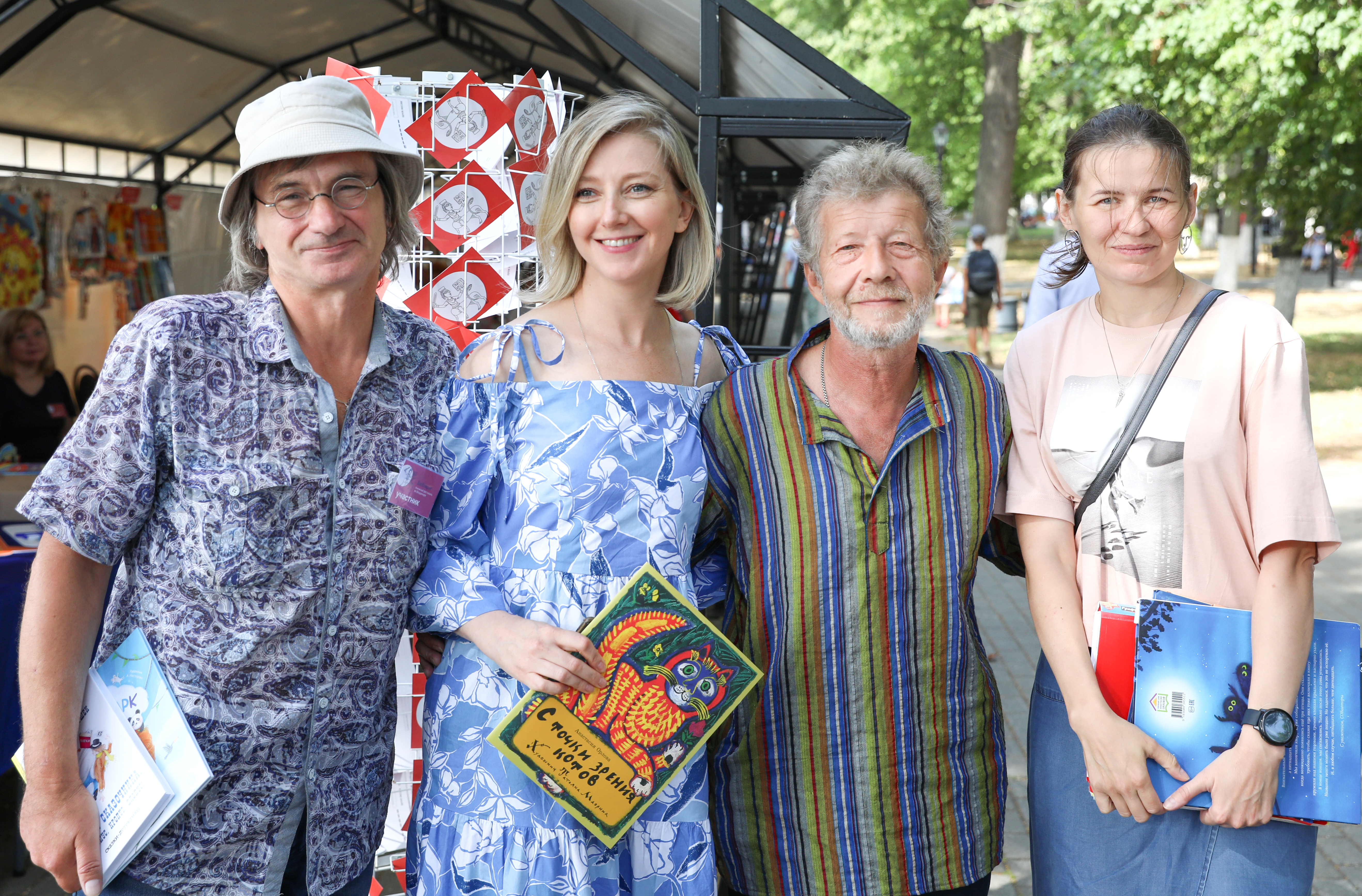
Игорь Жуков, Анастасия Орлова, Андрей Усачёв, Галина Дядина на книжном фестивале Китоврас — 2022

## Награды
- 1995 г. — лауреат Ивановской областной литературной премии (учредитель — администрация Ивановской области) за журнальные и газетные публикации стихов и сказок.
- 1998 г. — лауреат сетевого литературного конкурса «Тенёта-98», по решению профессионального жюри: 3-е место в номинации «Сборники рассказов».
- 2001 г. — лауреат заочного Всероссийского литературного конкурса им. А. В. Маковского (Кострома).
- 2008 — Лауреат конкурса СТД РФ на создание драматического произведения для театра кукол за пьесу «Птицерыбка, или Праздник в доме волшебника».
- 2009 — Дипломант поэтической премии «Московский счёт».(учреждена по инициативе Е. А. Бунимовича московским поэтическим сообществом) за книгу «Готфрид Бульонский».
- 2009 — Лауреат Всероссийской литературной премии имени Петра Ершова. за сборник стихотворений «Недоросший Дед Мороз» и повесть-сказку «Марка сказочника, или Опус, Кропус, Флопус!».
- 2011 — Дипломант поэтической премии «Московский счёт»[7] (учреждена по инициативе Е. А. Бунимовича московским поэтическим сообществом) за книгу «Корабль „Попытка“».
- 2013 — Лауреат Всероссийской премии по детской литературе «Книгуру» в номинации «Познавательная литература» за книгу «Русская пленница французского кота».
- 2013 — Лауреат Всероссийского конкурса «Новая детская книга» в номинации «Истории сказочные и не только…» за написанную в соавторстве с Е. Е. Явецкой книгу «БОПСИ! ДОПСИ! ПУМ! Или приключения в стеклянном шаре».
- 2013 — Лауреат Всероссийского конкурса «Start Up» (номинация «Лучшая детская книга») за книгу «Волшебник и сын, или Триумф беспечного школяра».
- 2014 — Лауреат Всероссийского конкурса «Start Up» (номинация «Лучшая детская книга») за книгу «Кобра и скарабей».
- 2014 — Лауреат Всероссийского конкурса «Книга Года. Выбирают дети (10 лучших книг для детей)».
- 2017 — Лауреат Всероссийской премии имени Корнея Чуковского в номинации «За развитие новаторских традиций Корнея Чуковского в современной отечественной детской литературе».

## Литература

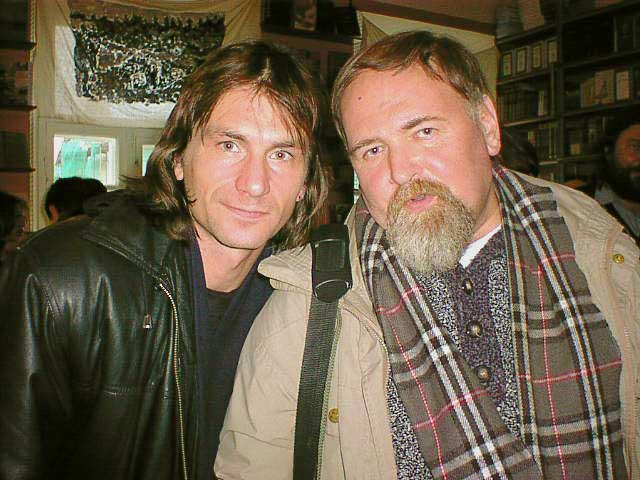
Поэты Игорь Жуков (слева) и Владимир Тучков на Биеннале поэтов в Москве, 19.10.2001.